# Piero Costantino
Piero Costantino, né le 14 septembre 1978 à Genève, est un footballeur italo-suisse.

## Carrière
Après des débuts dans un petit club genevois, Piero Costantino intègre les classes juniors du Servette FC vers l’âge de quatorze ans. En 1997, il signe son premier contrat professionnel avec la première équipe du Servette FC.
Il reste dans le club phare genevois pendant une saison, avant d’être transféré à l'Étoile Carouge FC en Ligue nationale B en 1998. En 2000, il rejoint le Yverdon-Sport FC en Ligue nationale A. En janvier 2001, il est prêté à l'AS Lucchese, qui joue alors en Série C1. En juillet 2001, il est prêté au FC Sion.
En avril 2002, il est transféré à l'Étoile Carouge FC. Il joue ensuite une saison à Carrarese Calcio, avant de revenir dans le canton de Genève et plus précisément au FC Meyrin, en Challenge League suisse. Il joue par la suite à Urania Genève Sport et au FC Bulle.